# Culture de Punuk
La culture de Punuk désigne une culture et une société arctique située au niveau de la mer de Béring.

## Appellation
Le terme « culture de Punuk » provient des travaux archéologiques menés par Henri Collins dans les années 1930 sur les îles Punuk, au large de l'île Saint-Laurent. L'archéologue identifie à cette occasion des spécificités dans la production matérielle des anciens occupants de ces îles, notamment au niveau des harpons.

## Origine et positionnement parmi les cultures arctiques
La culture de Punuk est issue de l'ancienne culture de la mer de Béring (OBS),. Elle émerge aux alentours de 500 dans la zone de l'île Saint-Laurent.
Certaines périodes de la culture de Punuk sont associées à la culture de Birnirk,. Ces deux cultures d'origines béringiennes se développent en parallèle des deux côtés du détroit : tandis que la culture de Punuk est sibérienne, celle de Birnirk est alaskienne. Les deux cultures présentent de nombreuses similitudes.

## Armes

Exemples d'armes de style Punuk.
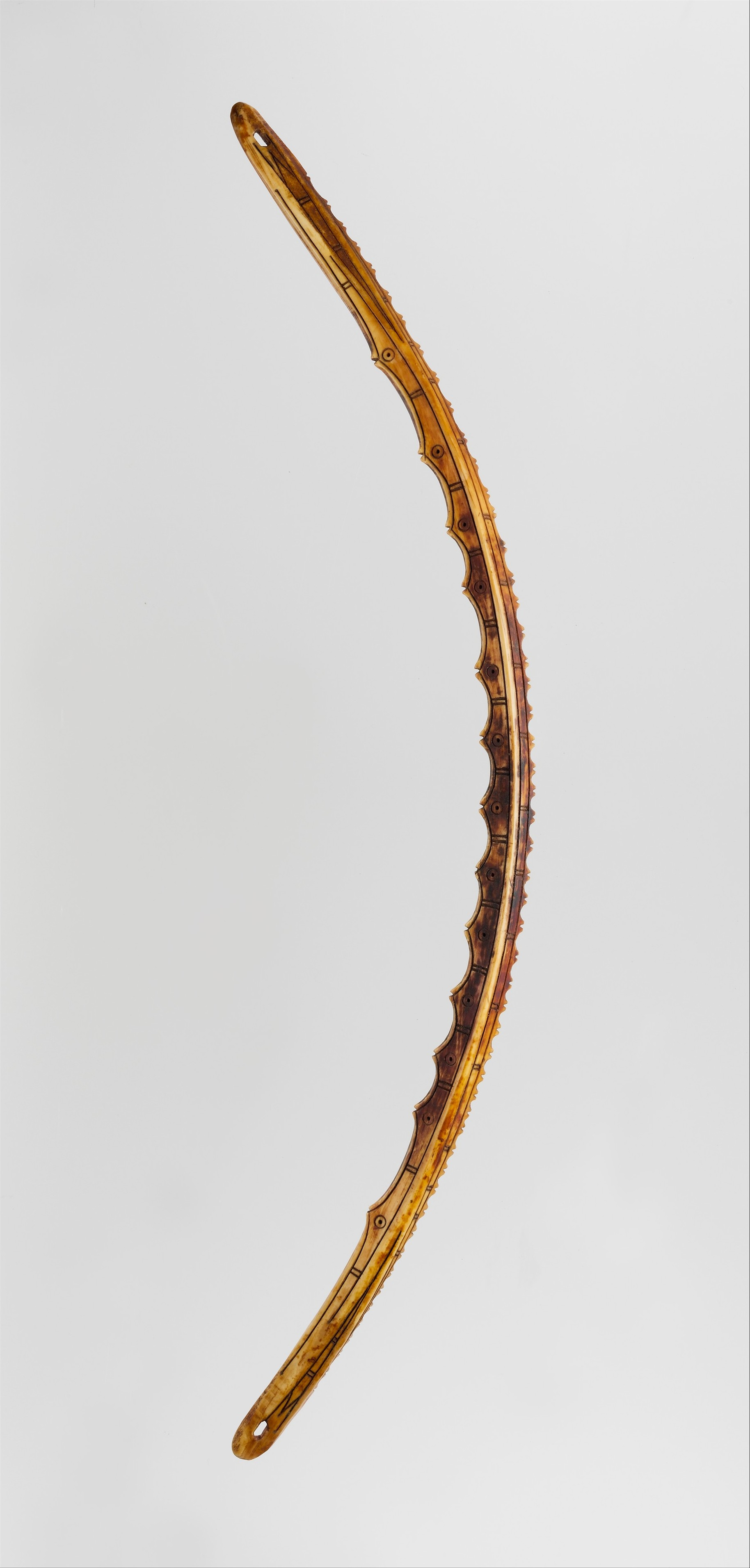
Arc (ivoire, morse). Culture de Punuk. 10e siècle.
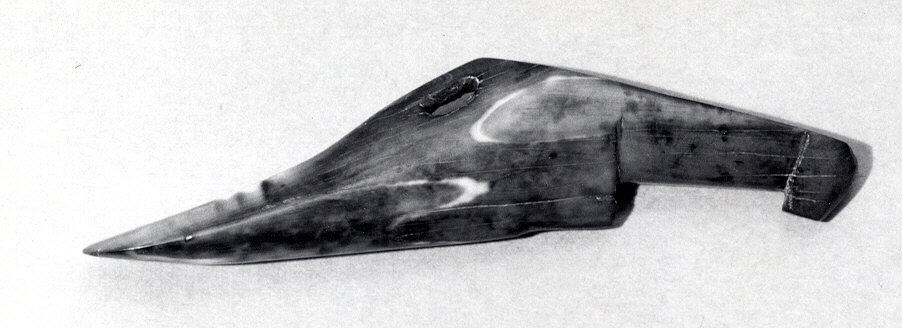
Pointe de harpon (ivoire, morse). Culture de Punuk. 11e siècle - 12e siècle.

## Production artistique
La culture de Punuk a engendré une production artistique notable. Les œuvres, notamment des masques, sont symboliques et trouvent leurs significations dans le chamanisme local.

Figurines humaines de style Punuk.
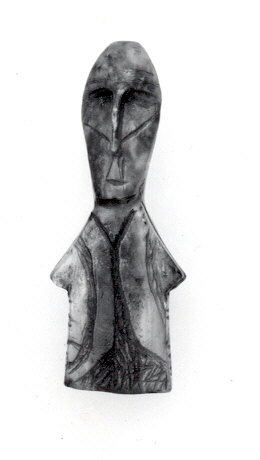
Figurine à forme humaine (ivoire, morse). Culture de Punuk. 2e siècle - 4e siècle.
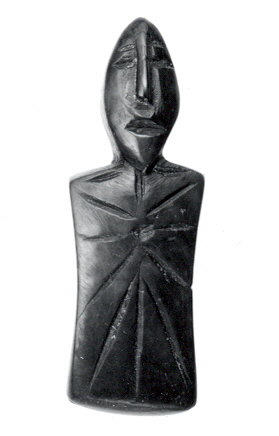
Figurine à forme humaine (ivoire, morse). Culture de Punuk. 2e siècle - 4e siècle.
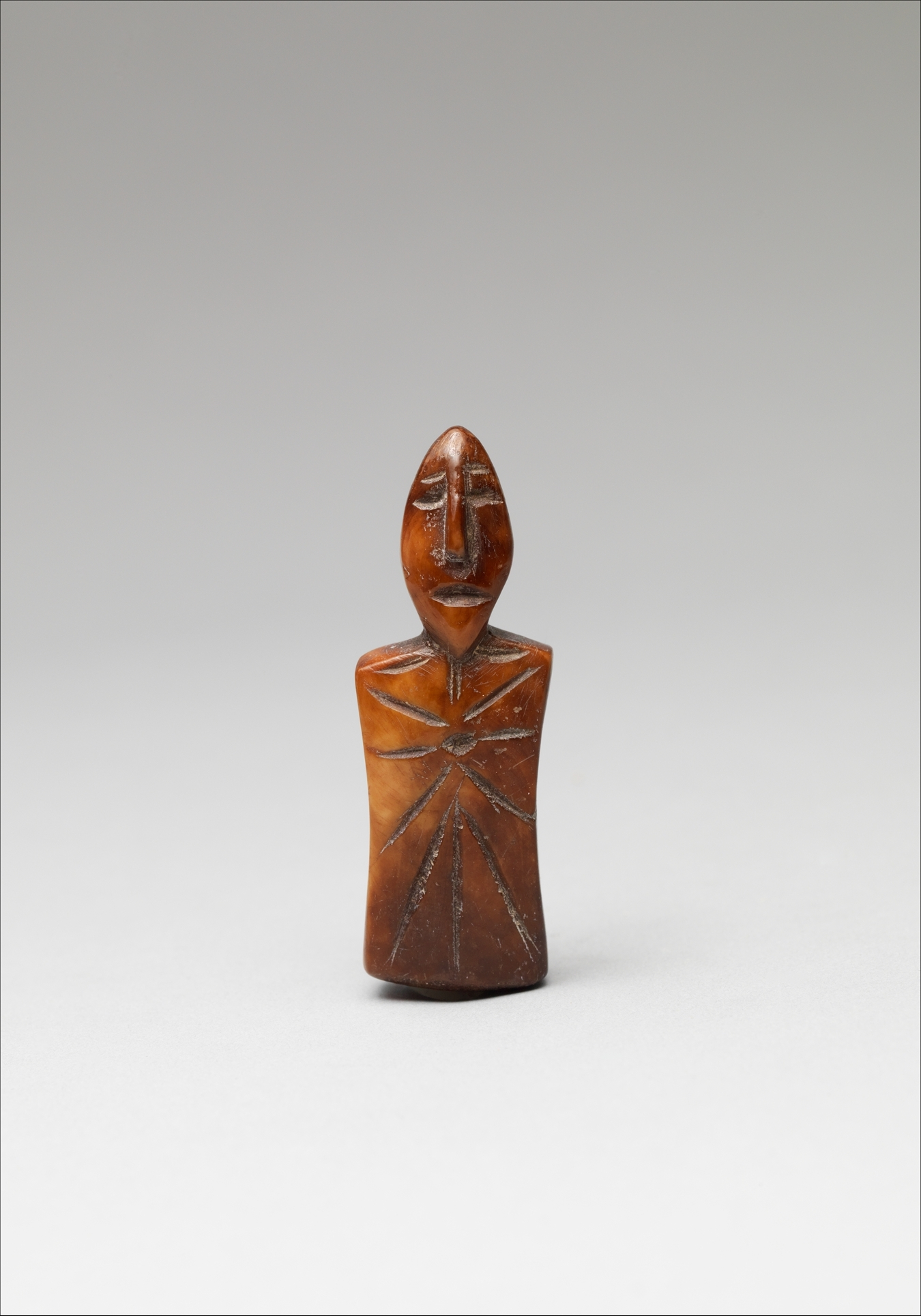
Figurine à forme humaine (ivoire, morse). Culture de Punuk. 2e siècle - 4e siècle.

Les productions artistiques de la culture de Punuk concernent également les outils et ustensiles du quotidien. Les pointes de harpon ou les manches de différents objets présentent généralement des ornementations caractéristiques.

Exemples de pointes de harpon de style Punuk.
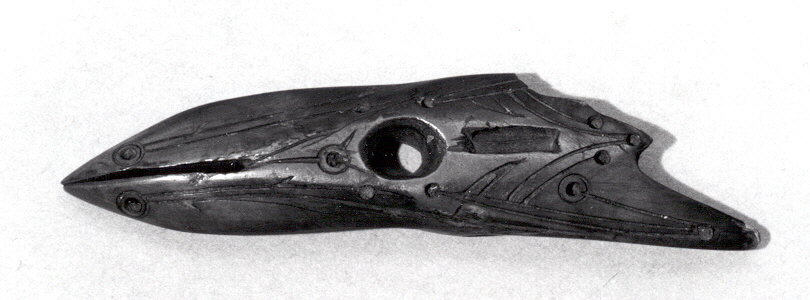
Pointe de harpon (ivoire, morse) ; face A. Culture de Punuk. 11e siècle - 12e siècle.
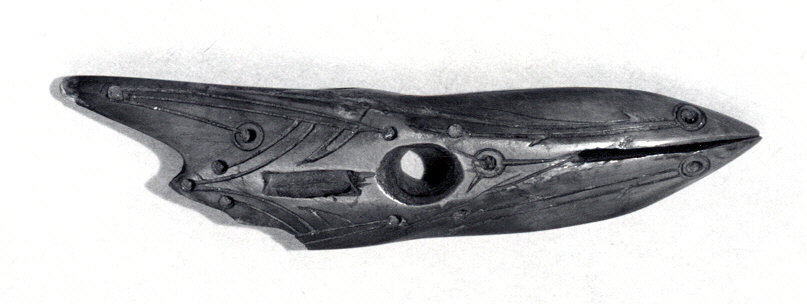
Pointe de harpon (ivoire, morse) ; face B. Culture de Punuk. 11e siècle - 12e siècle.
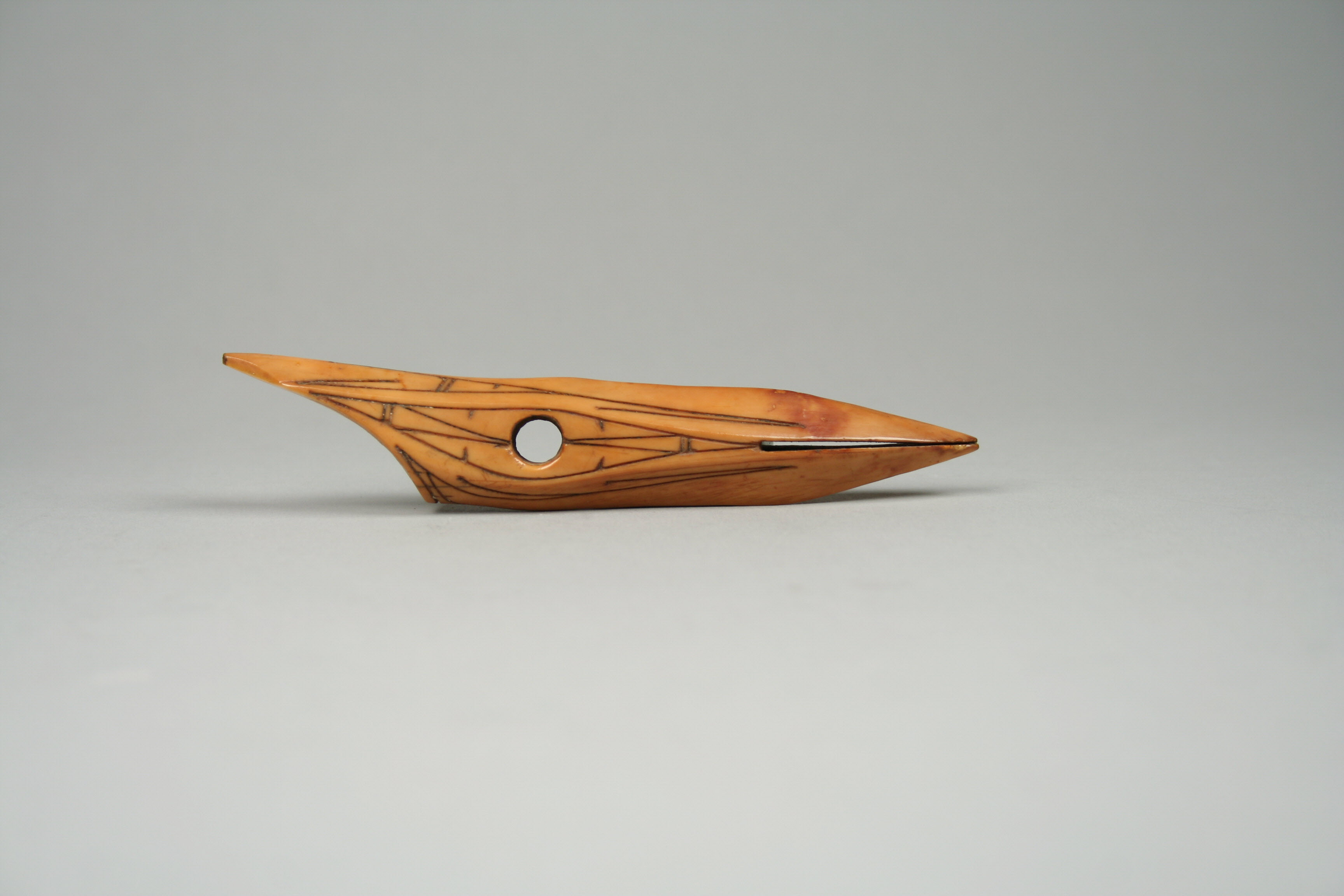
Pointe de harpon (ivoire, morse) ; face A. Culture de Punuk. 11e siècle - 12e siècle.
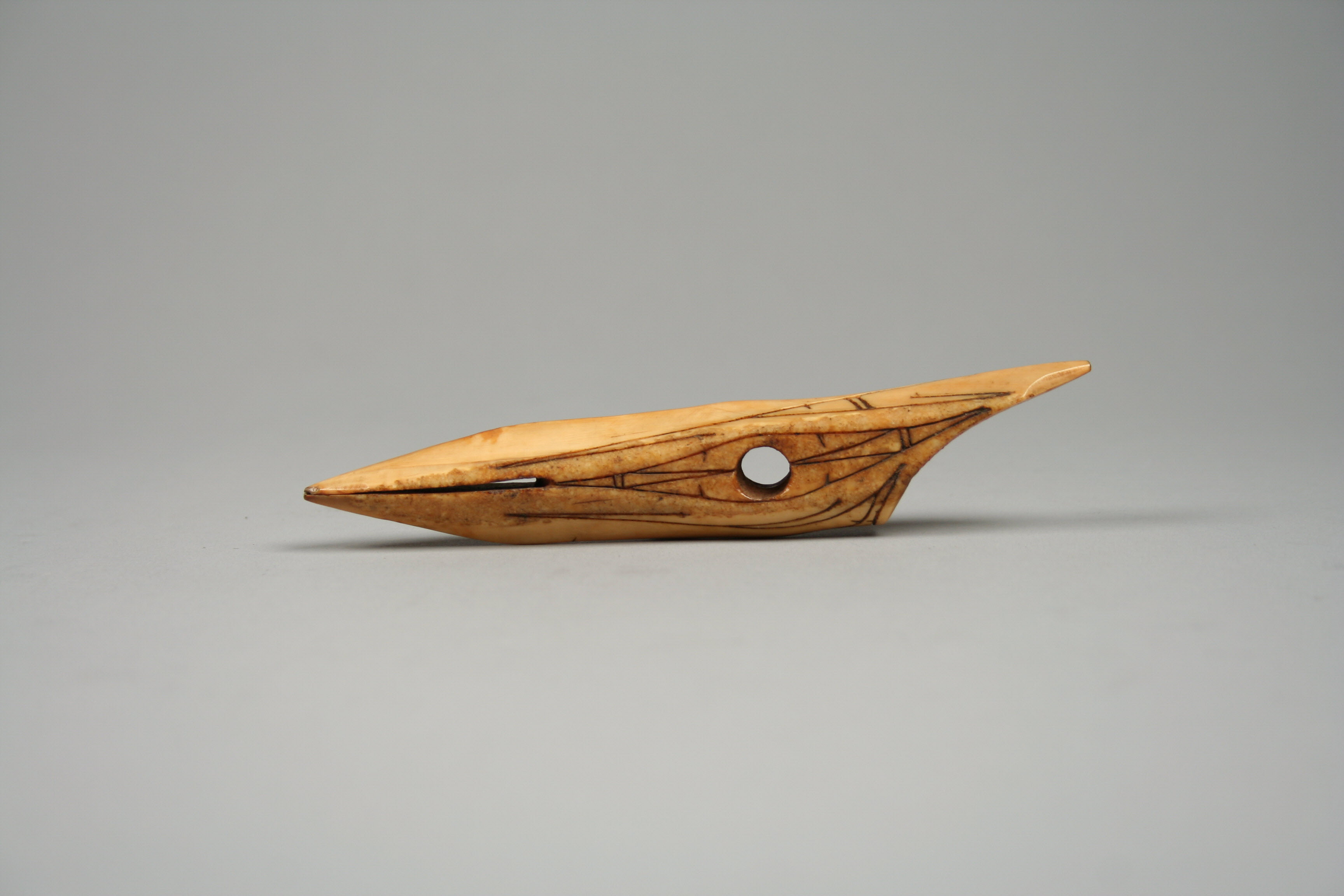
Pointe de harpon (ivoire, morse) ; face B. Culture de Punuk. 11e siècle - 12e siècle.

Exemple d'un manche de couteau de style Punuk.
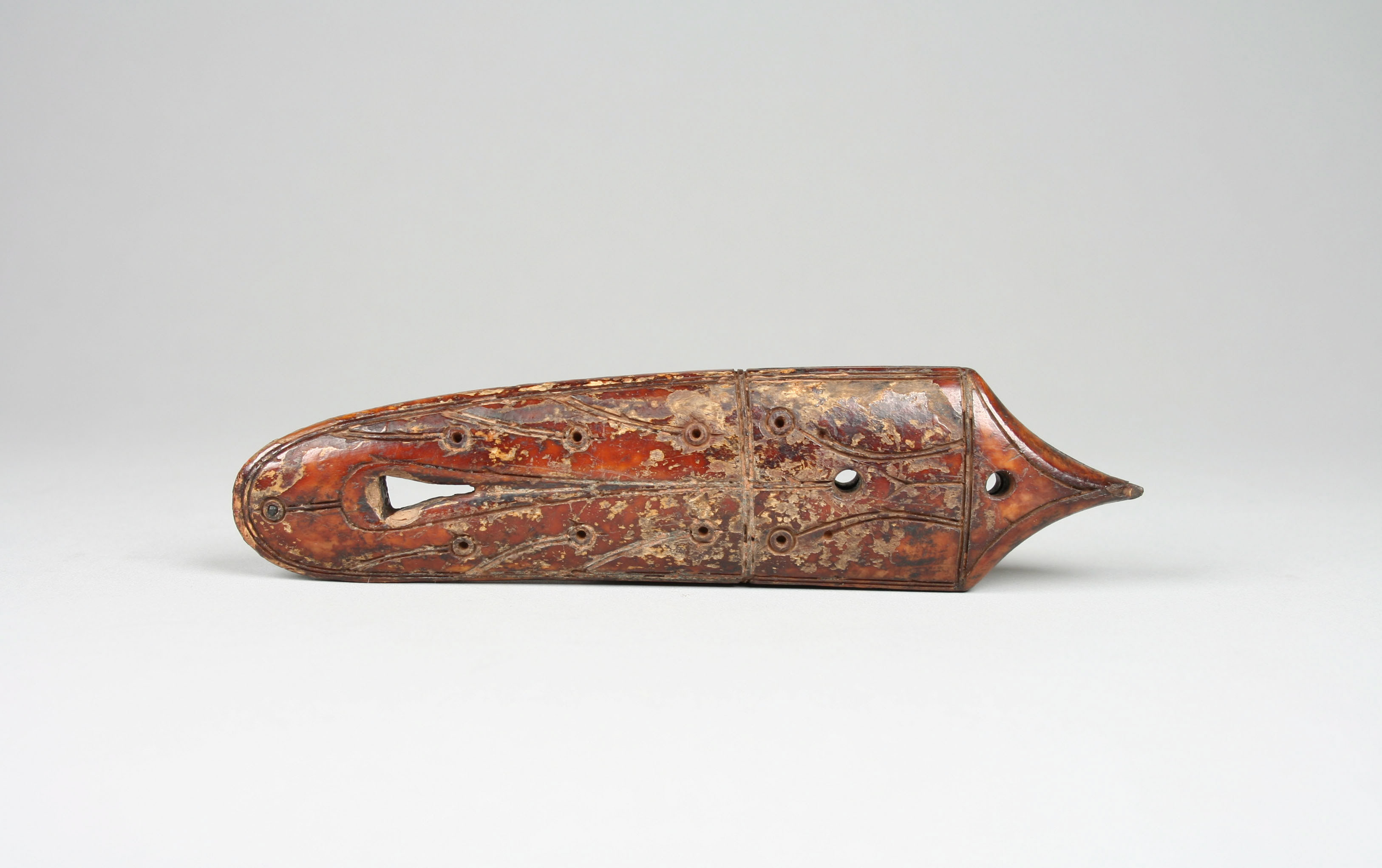
Manche de couteau (ivoire, morse) ; face A. Culture de Punuk. 11e siècle - 12e siècle.
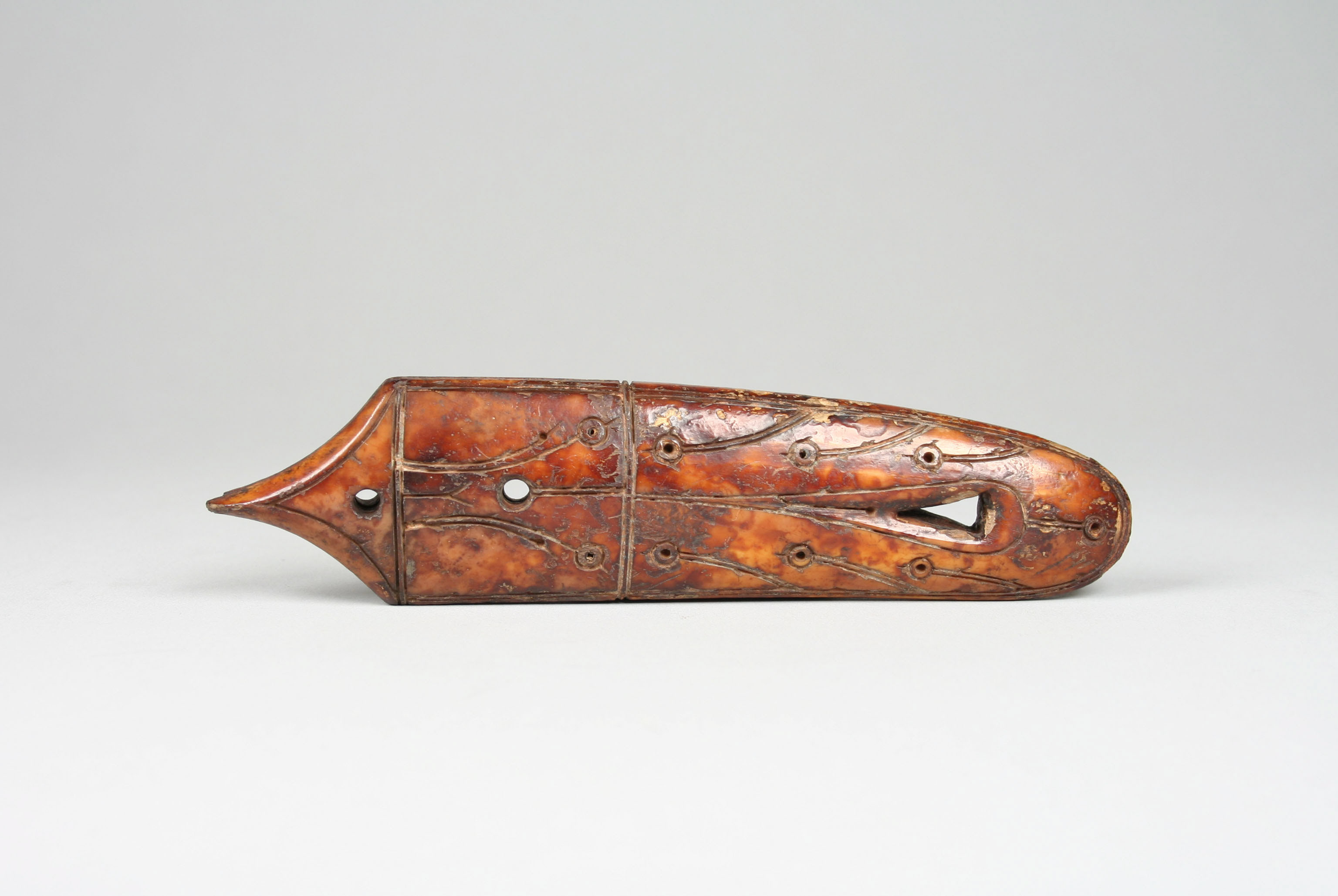
Manche de couteau (ivoire, morse) ; face A. Culture de Punuk. 11e siècle - 12e siècle.

L'esthétique de la culture de Punuk diffère de celle observée pour l'ancienne culture de la mer de Béring (OBS). Tandis que les ornements de type OBS sont des motifs décoratifs, ceux de la culture de Punuk sont de nature abstraite et privilégient une approche plastique et sculpturale.

## Recherches archéologiques et historiographie
L'identification d'une culture spécifique à cette période de l'histoire se fonde sur des études archéologiques menées sur les îles Punuk à partir des années 1930. Henry Collins met notamment au jour des vestiges présentant des spécificités en regard d'autres productions matérielles des différents peuples eskimaux.
En complément de ces travaux menés sur les îles Punuk, des fouilles sur d'autres sites emblématiques des cultures esquimaux ont permis d'améliorer la compréhension de la culture de Punuk. Les sites sibériens de Ouelen et Ekven, notamment les différentes tombes retrouvées et leur contenu, ont fourni aux archéologues une quantité importante de matériels exploitables.